# Bani

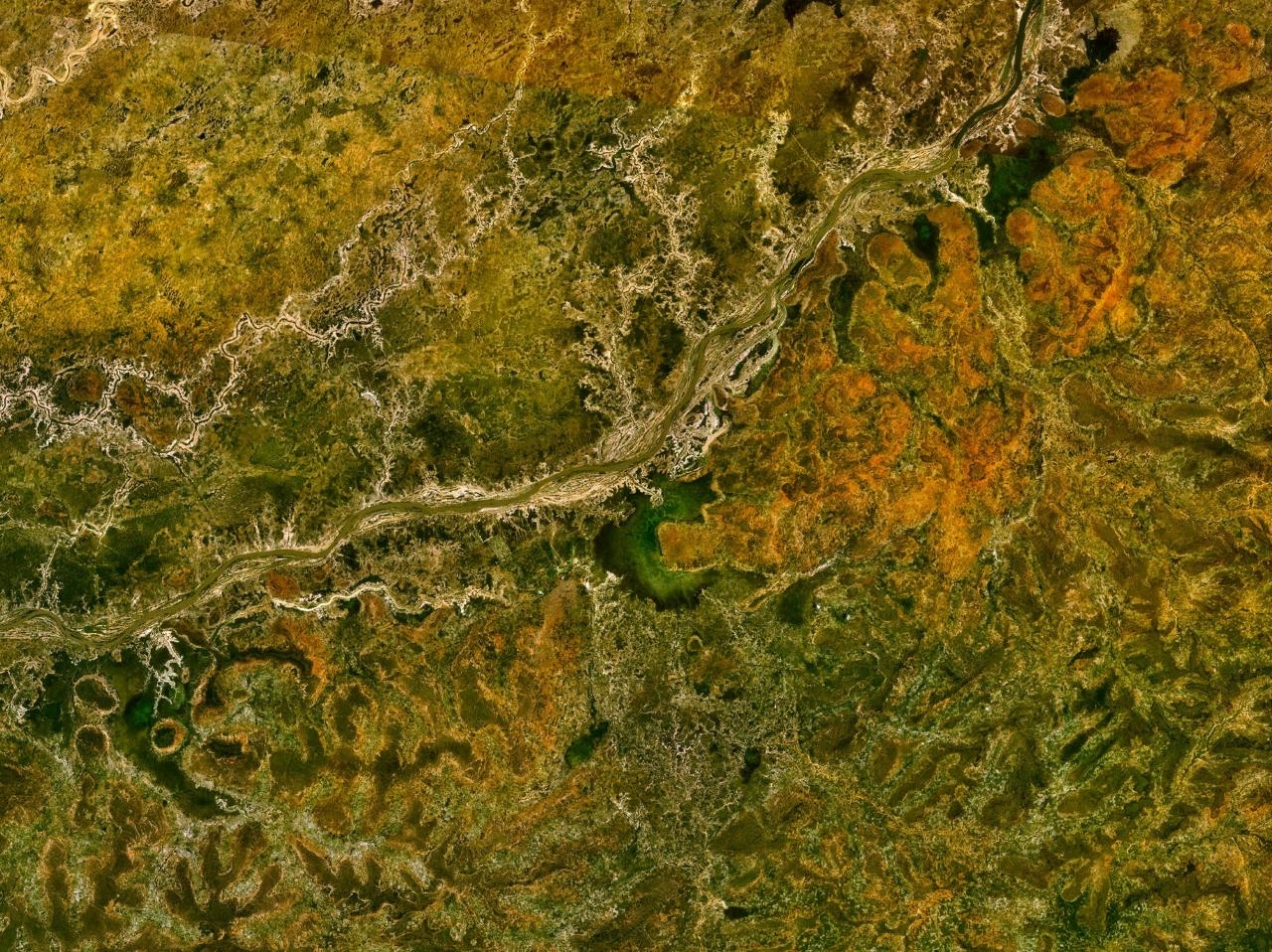
Zdjęcie satelitarne

Bani – rzeka w Afryce Zachodniej, prawy dopływ Nigru o długości 1100 km.

## Szlak
Formuje się przez połączenie rzek Baoulè i Bagolè w południowo-zachodnim Mali, wpada do Nigru w okolicach miasta Mopti. 
Bani wylewa raz w roku i nawadnia ubogie w wodę obszary, na których żyje około 500 tys. osób. Planuje się budowę tamy Talo Dam w regionie Ségou, mającej gromadzić wodę przez cały rok. Przy wylewie rzeki woda miałaby przelewać się przez tamę, natomiast w porze suchej nagromadzony zapas wody miałby być wykorzystywany do irygacji. Plany te spotkały się z silnymi protestami mieszkańców miast w dolnym biegu rzeki, m.in. w Dżenne.